# Fisktjärnen (Offerdals socken, Jämtland, 708209-138164)
Fisktjärnen är en sjö i Krokoms kommun i Jämtland och ingår i Indalsälvens huvudavrinningsområde.